# Wallenberg
La famiglia Wallenberg è un'importante famiglia svedese, di banchieri, industriali, politici, funzionari dello Stato e diplomatici. 
I Wallenberg hanno partecipazioni nella maggior parte dei grandi gruppi industriali svedesi, come Ericsson, Electrolux, ABB, SKF, AIK, Atlas Copco ed altri ancora.

Negli anni novanta la "sfera Wallenberg" produceva quasi un terzo del PIL svedese.
Negli anni '70, la famiglia Wallemberg da sola occupava il 40% della forza lavoro svedese e rappresentava il 40% della capitalizzazione di mercato della Borsa di Stoccolma..
Il più famoso dei Wallenberg, il diplomatico Raoul Wallenberg, operò a Budapest durante la seconda guerra mondiale per salvare gli ebrei dall'Olocausto. Fra il luglio e il dicembre 1944, rilasciò passaporti e ospitò ebrei, salvandone decine di migliaia.

## Storia

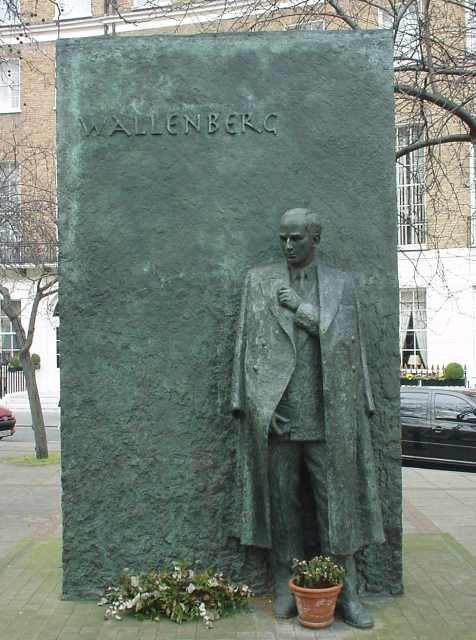
La statua a Raoul Wallenberg in Great Cumberland Place, a Londra

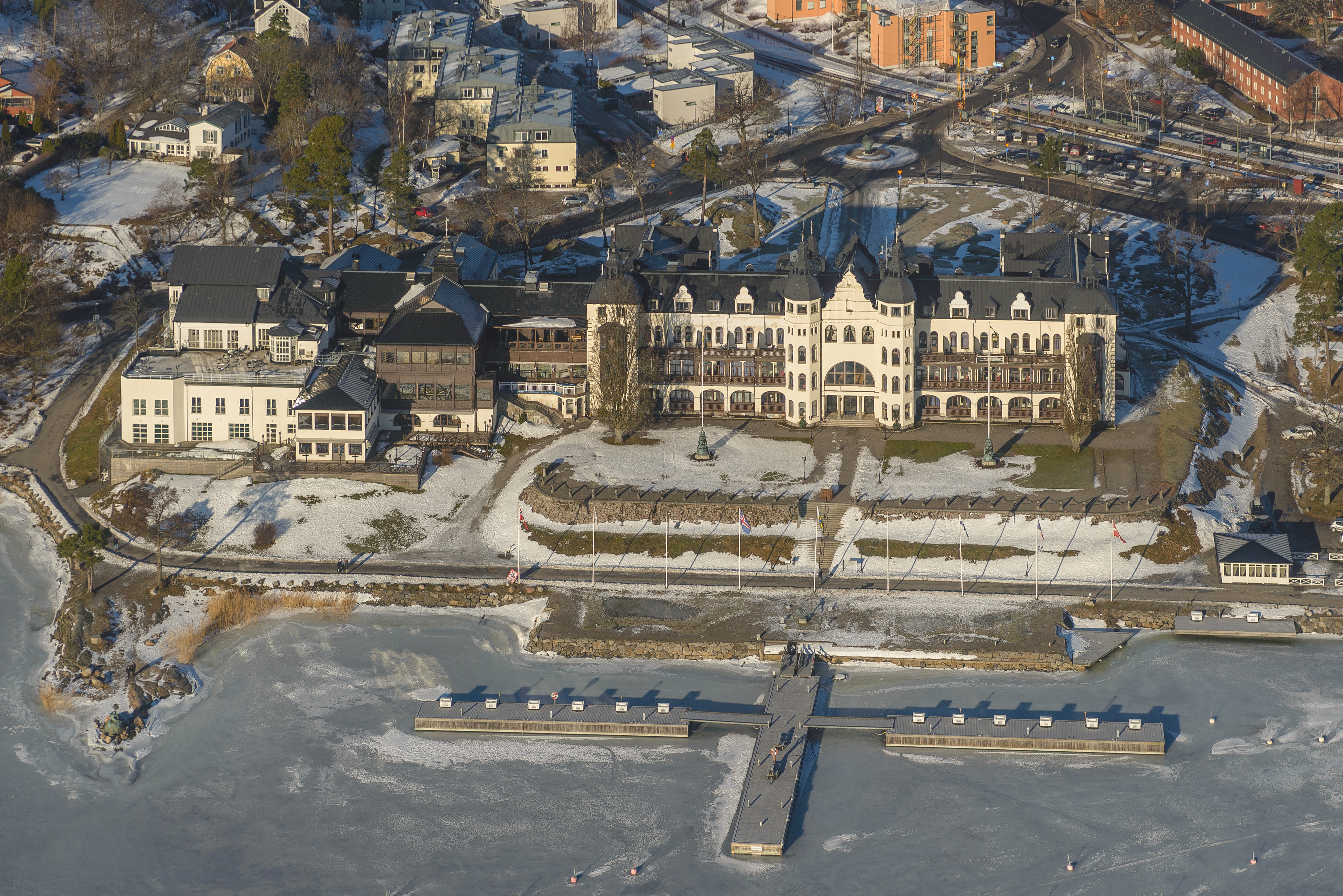
Il Grand Hotel di Saltsjöbaden, costruito a fine Ottocento dalla famiglia

Il più antico membro conosciuto della famiglia Wallenberg è Per Hansson (1670–1741) che nel 1692 sposò Kerstin Jacobsdotter Schuut (1671–1752). Il loro figlio Jakob Persson Wallberg (1699–1758) si sposò due volte: i figli di primo letto usarono il cognome Wallberg, mentre quelli di secondo letto si chiamarono Wallenberg. Jakob Persson Wallberg fu il bisnonno di André Oscar Wallenberg che nel 1856 fondò la Stockholms Enskilda Bank, precursore della odierna Skandinaviska Enskilda Banken.
Il figlio di André Oscar Wallenberg, Knut Agathon Wallenberg divenne l'amministratore delegato della Stockholms Enskilda Bank nel 1886.
Come molti altri membri della famiglia Wallenberg, Knut Agathon Wallenberg si impegnò anche nella politica svedese e nella diplomazia, diventando Ministro degli Esteri dal 1914 al 1917 e deputato alla camera alta del Riksdag dal 1907 al 1919. Nel 1916 la nuova legge bancaria rese difficile per le banche possedere azioni nelle imprese industriali per lunghi periodi. Fu perciò costituita la Investor AB come holding di investimenti della Stockholms Enskilda Bank.
Il fratello minore di Knut Agathon, Marcus Wallenberg (1864–1943), portò avanti la tradizione di famiglia e divenne amministratore delegato della Banca nel 1911, al posto del fratello maggiore che venne nominato presidente del consiglio di amministrazione.
Jacob Wallenberg, figlio primogenito di Marcus, divenne l'amministratore delegato della Banca dopo la morte di Joseph Nachmanson nel 1927, raggiunto dal fratello minore Marcus (1899–1982) come viceamministratore delegato. Nel 1938 Knut Agathon Wallenberg morì senza figli perciò Marcus senior fu nominato presidente del consiglio di amministrazione della Stockholms Enskilda Bank.
Durante la guerra la banca collaborò con il governo tedesco perciò il segretario al tesoro degli Stati Uniti d'America Henry Morgenthau Jr. considerò Jacob Wallenberg come collaborazionista e gli Stati Uniti sottoposero la SEB ad un embargo che fu revocato solo nel 1947.
La quarta generazione della famiglia entrò nel business di famiglia nel 1953: in particolare Marc Wallenberg, figlio primogenito di Marcus Wallenberg junior, che divenne viceamministratore delegato della Stockholms Enskilda Bank nel 1953 e poi amministratore delegato nel 1958. Dopo una lotta per il comando fra Jacob Wallenberg e suo fratello minore Marcus Wallenberg (junior), il primo diede le dimissioni dal consiglio di amministrazione nel 1969.
Le dimissioni lasciarono libero un posto nel consiglio di amministrazione della Banca per Peter Wallenberg (senior), il figlio minore di Marcus Wallenberg (junior). Marcus Wallenberg (junior) spinse per la fusione fra la Stockholms Enskilda Bank e la rivale Skandinaviska Banken nel 1971. Subito dopo accadde una tragedia, quando Marc Wallenberg si suicidò: gli osservatori ipotizzarono che l'atto derivasse dal fatto che Marc si sentisse inadeguato al compito di dirigere quella che stava diventando il gigante bancario scandinavo Skandinaviska Enskilda Banken. La fusione ebbe luogo nel 1972.
Marcus Wallenberg (junior) ed il figlio minore Peter Wallenberg (senior) concentrarono i loro interessi sulle società finanziarie della famiglia, Investor AB e Providentia. Investor allora divenne la nuova azienda ammiraglia del gruppo, e, sotto la guida di Marcus Wallenberg (junior) iniziò a promuovere attivamente la ristrutturazione di molte delle imprese sotto il suo controllo, sostituendo consiglieri d'amministrazione e promuovendo giovani amministratori delegati e dirigenti.
Peter Wallenberg (senior) prese la guida dopo la morte di Marcus Wallenberg (junior) nel 1982. Per molti osservatori il cambio alla guida della famiglia rappresentò il momento finale del dominio più che secolare della famiglia sull'economia svedese. Subito Peter Wallenberg (senior) accettò la sfida, facendo entrare la Investor AB e l'industria svedese in una nuova era. Nel 1990 si stimava che la famiglia producesse indirettamente un terzo del Prodotto nazionale lordo svedese. Peter Wallenberg (senior) si ritirò dalla guida della Investor nel 1997.
Nel 2006 ha preso il comando dell'impero familiare la quinta generazione: Marcus Wallenberg (1956-), figlio di Marc Wallenberg, nonché Jacob Wallenberg (1956 -) e Peter Wallenberg (junior), figli di Peter Wallenberg (senior).

## Oggi
I Wallenberg tengono un basso profilo pubblico, astenendosi da eccessive manifestazioni di ricchezza. Il motto di famiglia è infatti "Esse non videri" ("Essere, non apparire"). L'impero economico dei Wallenberg è costituito da un ampio gruppo di imprese, controllate dalla società finanziaria di famiglia, la Investor AB, o dalla Foundation Asset Management AB.

## Ritratti dei maggiori esponenti della famiglia

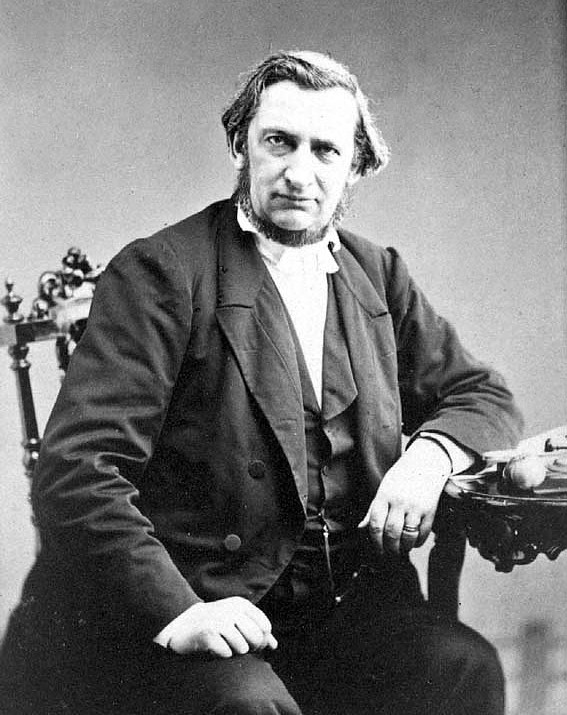
André Oscar Wallenberg (1816–1886)
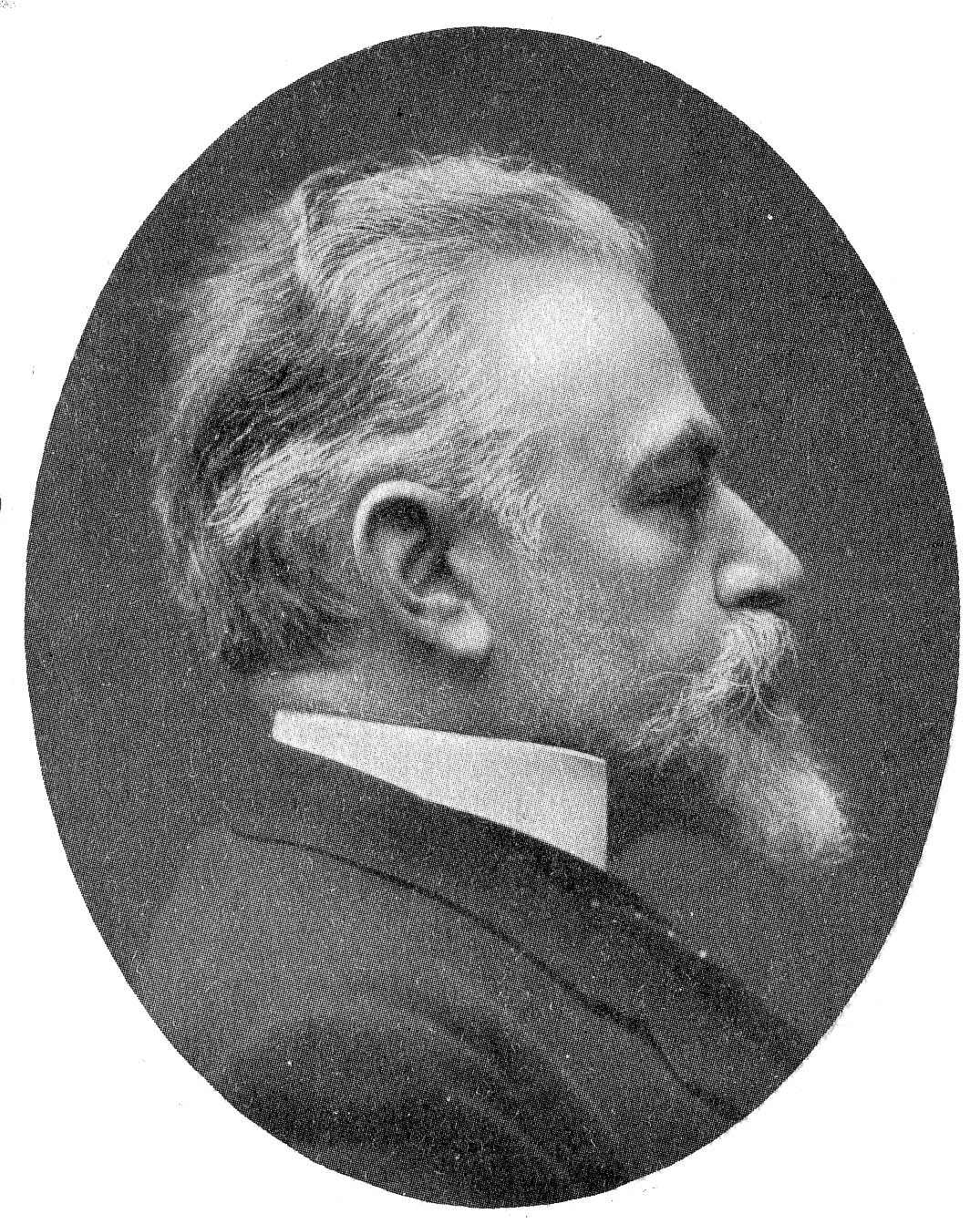
Knut Agathon Wallenberg (1853–1938)
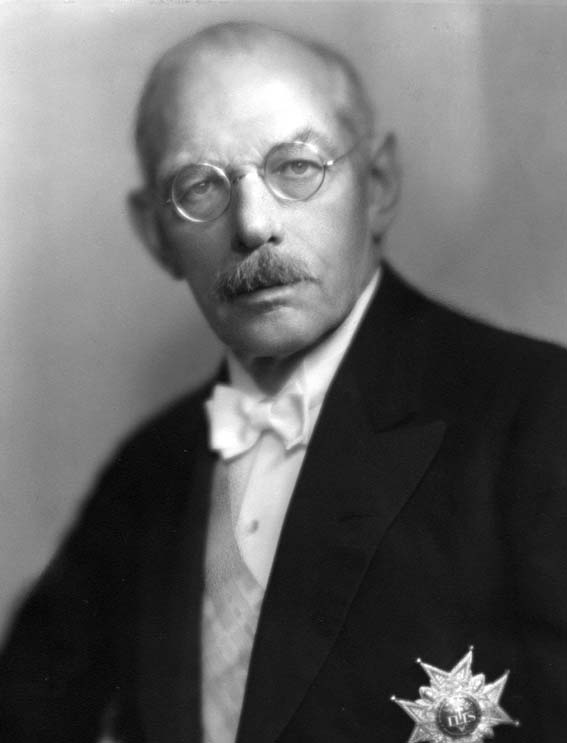
Marcus Wallenberg (1864–1943)
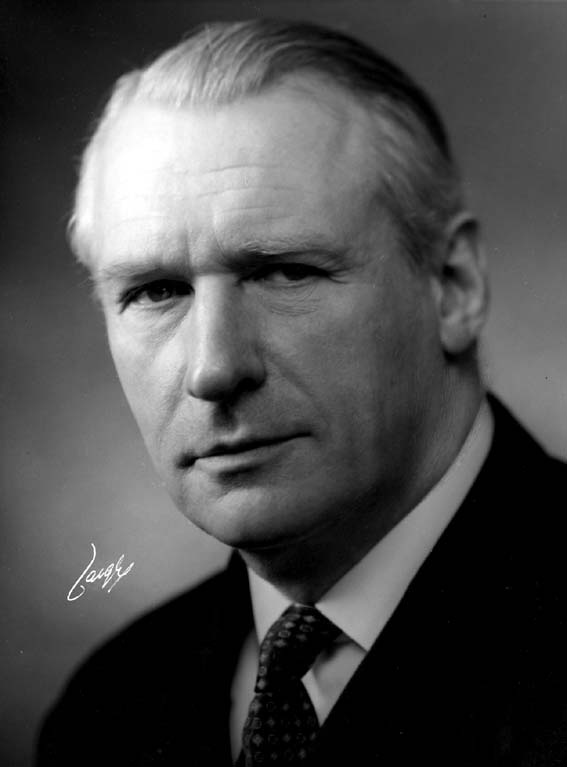
Jacob Wallenberg (1892–1980)
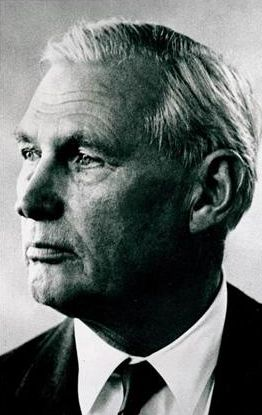
Marcus Wallenberg (1899–1982)
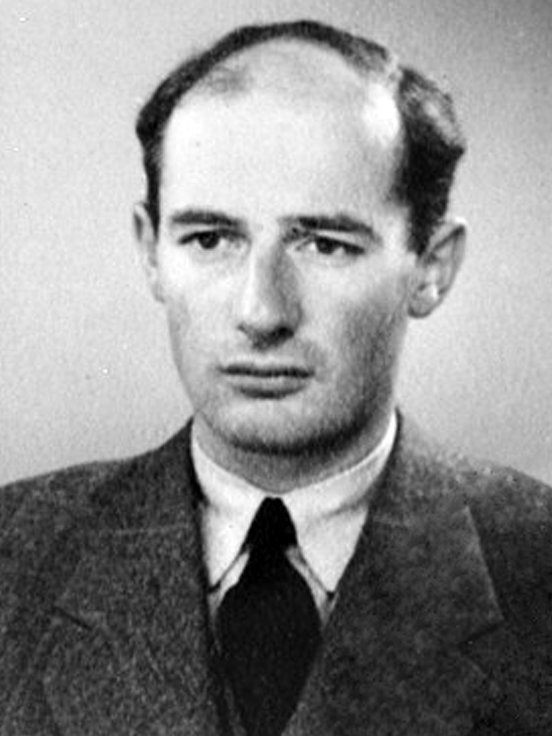
Raoul Wallenberg (1912–1947)
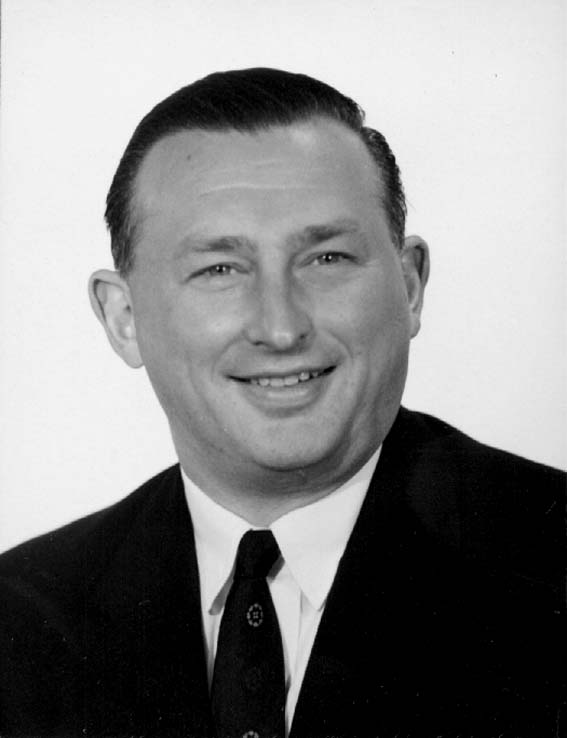
Marc Wallenberg (1924–1971)
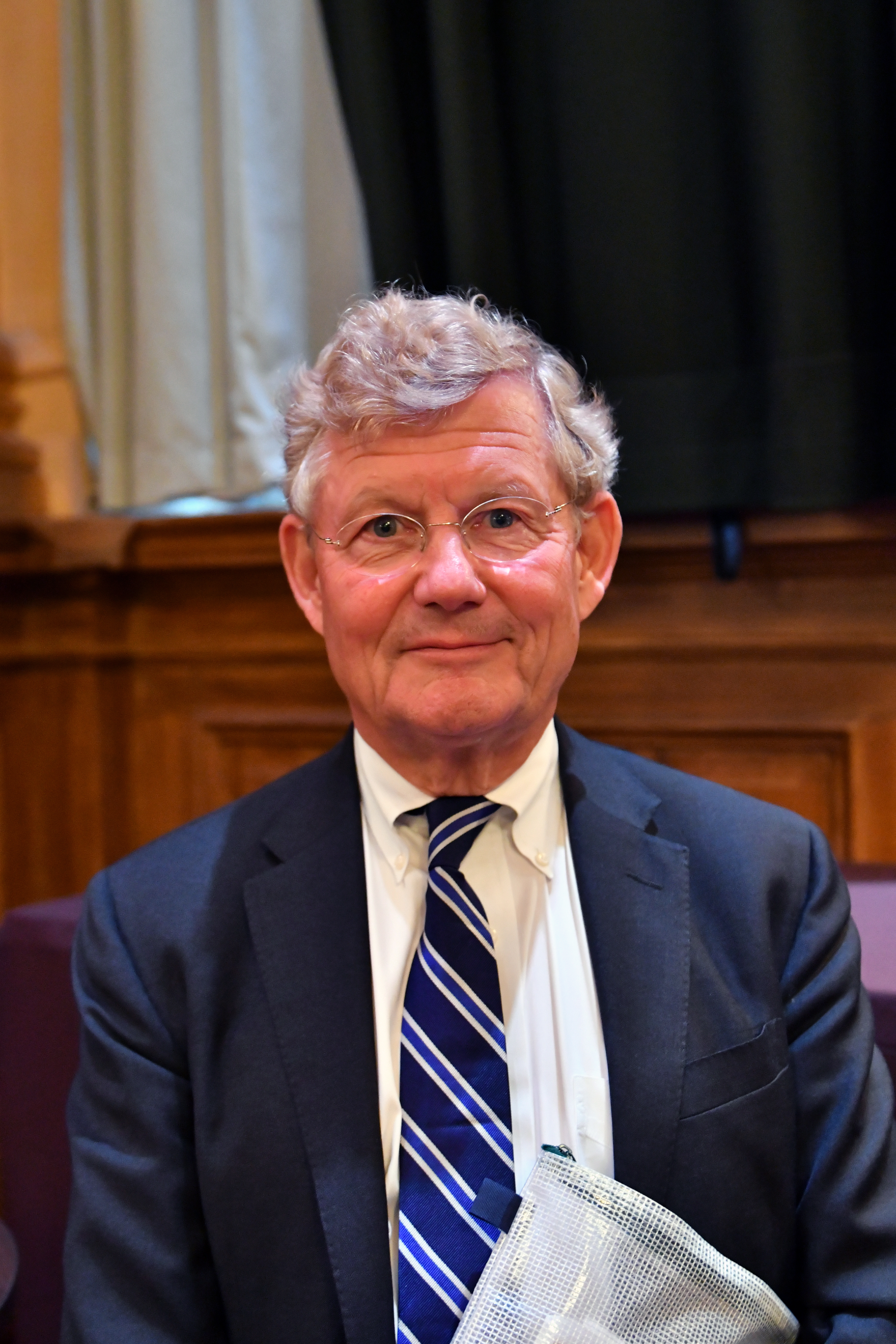
Jacob Wallenberg (1956–)